# Kleinvenediger
Kleinvenediger (3468 m n. m.) je hora ve Vysokých Taurách v Rakousku. Nachází se ve skupině Venedigeru na hranicích Salcburska a Tyrolska. Leží v hřebeni Tauernhauptkamm mezi vrcholy Großvenediger (3666 m) na jihozápadě a Hohe Fürleg (3243 m) na severu. Großvenediger je oddělen sedlem Venedigerscharte (3407 m), Hohe Fürleg sedlem Untersulzbachtörl (2855 m). Na západních svazích hory se rozkládá ledovec Obersulzbachkees, na severovýchodních ledovec Viltragenkees a na jihovýchodních ledovec Schlatenkees. Prvovýstup na vrchol není zaznamenán.
Na vrchol lze nejsnáze vystoupit jižním hřebenem ze sedla Venedigerscharte. Jedná se o ledovcovou túru ohodnocenou stupněm obrížnosti I. Do sedla se dá dostat například od chaty Neue Prager Hütte (2796 m).